# Zosterop de São Tomé
El zosterop de São Tomé (Zosterops feae) és un ocell de la família dels zosteròpids (Zosteropidae).

## Hàbitat i distribució
Habita boscos i vegetació secundària de l'illea de São Tomé, al golf de Guinea.